# Strzybnik

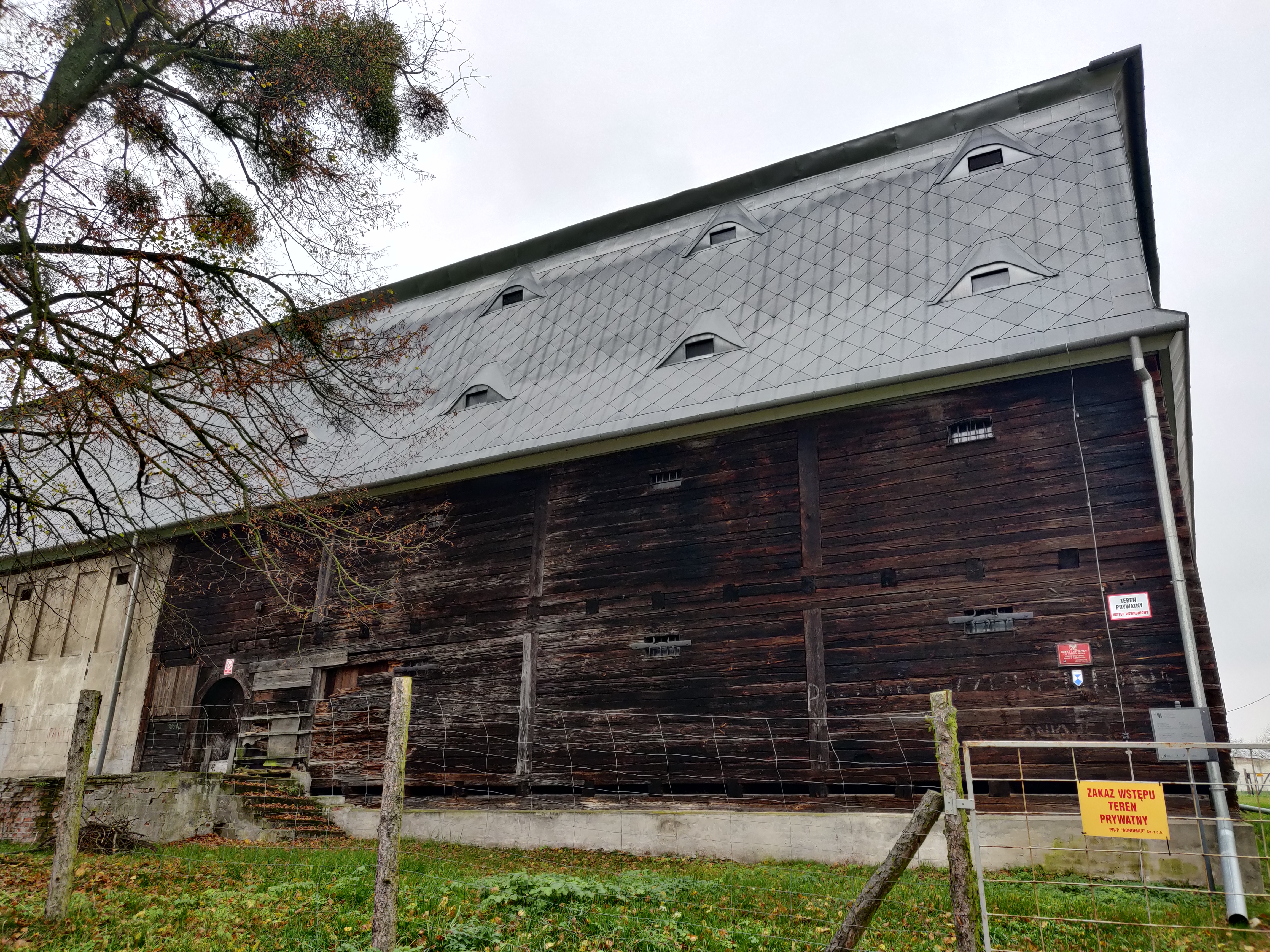
Zabytkowy spichlerz

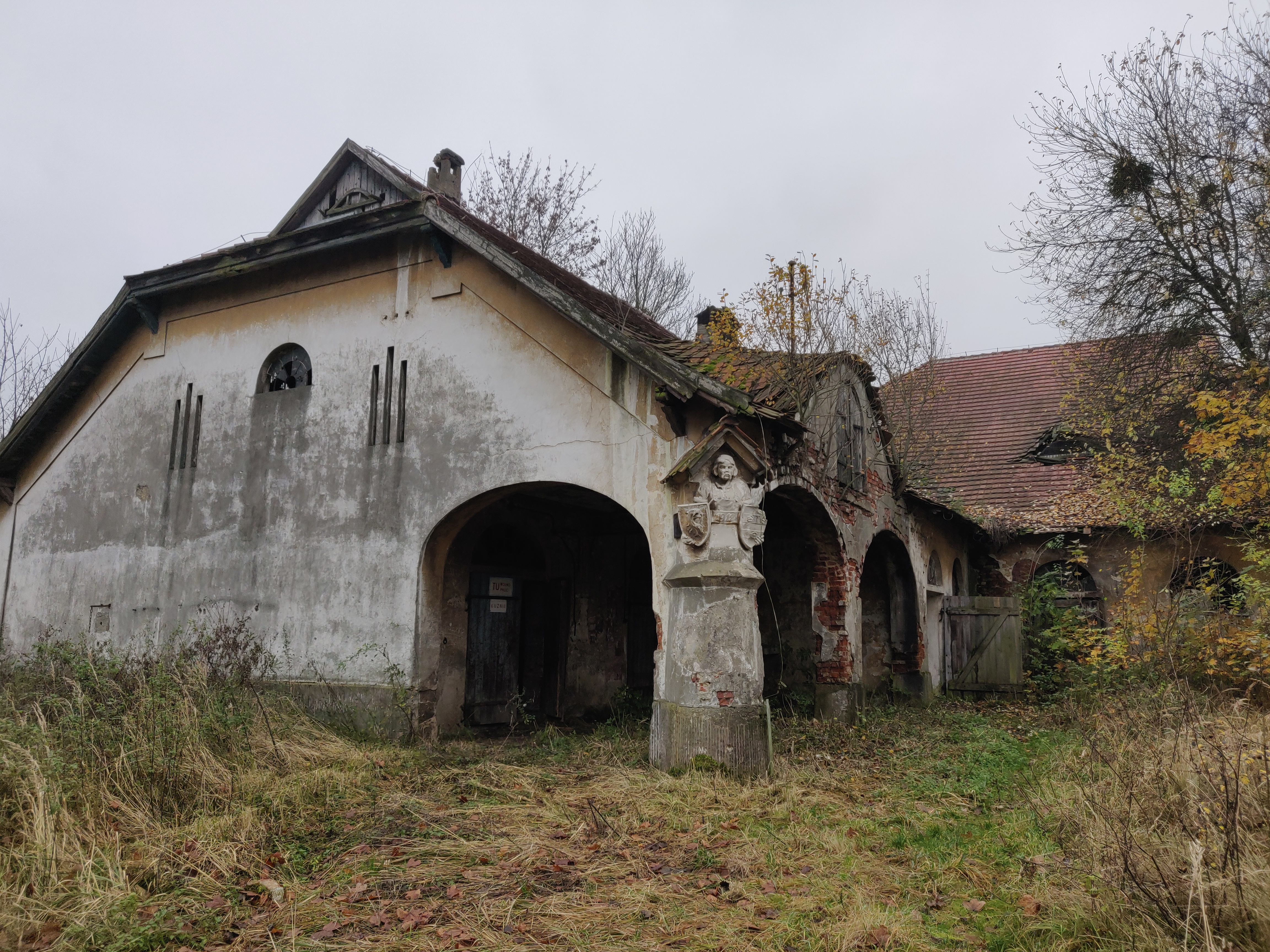
Kuźnia w Strzybniku

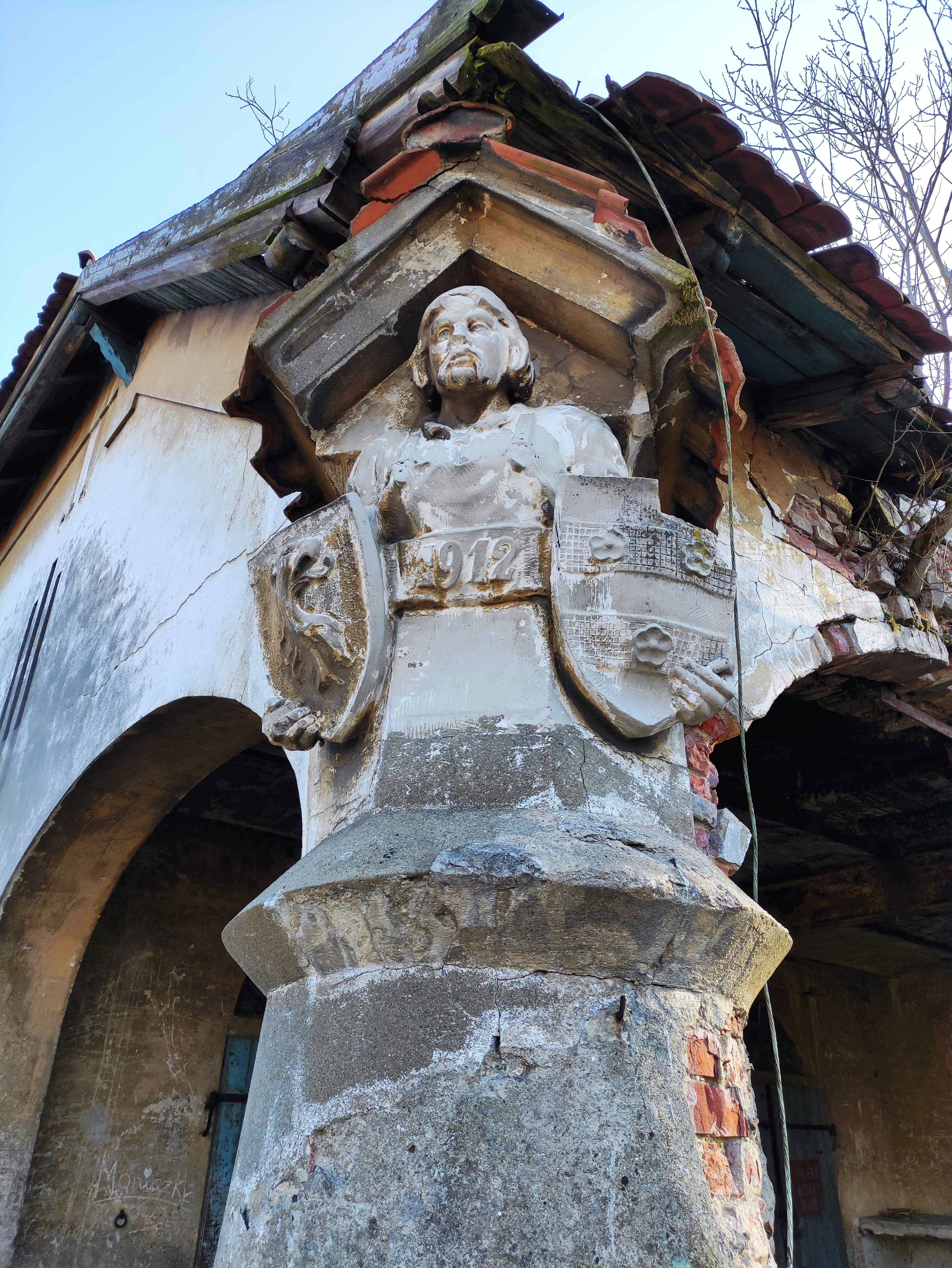
Kuźnia, filar z herbami

Strzybnik (niem. Silberkopf) – wieś w Polsce położona w województwie śląskim, w powiecie raciborskim, w gminie Rudnik. Strzybnik jest położony w środkowo-południowej części gminy. Ma powierzchnię 6,3 km² oraz prawie trzystu mieszkańców.

## Nazwa
Nazwa prawdopodobnie pochodzi od tego, że w czasach prehistorycznych wydobywano tutaj srebro.

## Części wsi
| SIMC    | Nazwa             | Rodzaj     |
| ------- | ----------------- | ---------- |
| 0220983 | Kolonia Strzybnik | przysiółek |
| 0220990 | Strzybniczek      | przysiółek |

## Historia
Pierwszy raz wieś wzmiankowano w 1305 roku jako Strebrnikop (Srebrna Kopa).
W latach 1975–1998 miejscowość administracyjnie należała do województwa katowickiego.

## Demografia
W 2016 roku w Strzybniku ludność w wieku przedprodukcyjnym na 100 mieszkańców wynosiła 17,89, co uplasowało wieś powyżej średniej w gminie (16,95). Natomiast ludność w wieku produkcyjnym wynosiła 70,18 (średnia w gminie – 66,90), a w wieku poprodukcyjnym – 11,93 (średnia w gminie – 16,25). Stosunek mieszkańców w wieku poprodukcyjnym do mieszkańców w wieku produkcyjnym wynosił 17% (średnia w gminie – 24%). Mediana wieku mieszkańców wynosi 48 lat (średnia w gminie - 47,11).
| Rok  | Liczba ludności | Gęstość zaludnienia (os./km²) |
| ---- | --------------- | ----------------------------- |
| 2004 | 294             | 46,67                         |
| 2011 | 289             | 45,8                          |
| 2016 | 285             | 45,24                         |

## Religia
Strzybnik należy do parafii św. Katarzyny w Rudniku.

## Atrakcje turystyczne
We wsi znajdują się ruiny pałacu z I połowy XIX w stylu klasycystycznym, który został przebudowany i odnowiony w 1919 roku. Na terenie folwarku znajdują się zabudowania gospodarcze: neobarokowa kuźnia, stajnia dwukondygnacyjny, drewniany spichlerz z 1815 roku nakryty mansardowym dachem, czworaki oraz park dworski. Na podwórzu folwarcznym znajduje się wieżyczka z zegarem. W parku tym rośnie wyjątkowo okazałe drzewo – to prawdopodobnie najgrubszy w kraju buk pospolity odmiany czerwonolistnej, drzewo o obwodzie 691 cm (w 2013) i w wieku około 250 lat, a także mauzoleum. Śląski Wojewódzki Konserwator Zabytków w Katowicach 30 grudnia 2020 wpisał do rejestru zabytków nieruchomych województwa śląskiego pod numerem A/740/2020 zespół pałacowo-parkowy w miejscowości Strzybnik, w skład którego wchodzą ruiny dawnego pałacu, mauzoleum (tj. dawny grobowiec rodzinny), budynek dawnej kuźni oraz park przypałacowy.
Przy ul. Długiej 24 stoi XVIII-wieczna kapliczka domkowa. Kaplica jest murowana z cegły i otynkowana, a wewnątrz znajduje się drewniana rzeźba św. Jana Nepomucena z 1736 roku. Przy ulicy Długiej znajduje się budynek gospodarczy z XIX wieku, a także budynek mieszkalny (nr 22) z początków XX wieku
| Nr ewidencyjny          | Obiekt                                                                     | Forma ochrony                      | Adres             |
| ----------------------- | -------------------------------------------------------------------------- | ---------------------------------- | ----------------- |
| A/745/2021 z 18.10.1966 | Spichlerz położony na terenie zespołu pałacowo-parkowego z 1815, drewniany | wpis do rejestru zabytków          |                   |
| 1                       | Budynek mieszkalny nr 1                                                    | wpis do gminnej ewidencji zabytków | Kolonia Strzybnik |
| 11                      | Budynek gospodarczy dawnego dworu, XIX w.                                  | wpis do gminnej ewidencji zabytków | ul. Długa         |
| A/740/2020 z 30.12.2020 | Kuźnia w Strzybniku dawnego dworu, pocz. XX w.                             | wpis do rejestru zabytków          |                   |
| 8                       | Budynek mieszkalny z pocz. XX w.                                           | wpis do gminnej ewidencji zabytków | ul. Długa 22      |
| A/740/2020 z 30.12.2020 | Mauzoleum w Strzybniku                                                     | wpis do rejestru zabytków          |                   |
| A/740/2020 z 30.12.2020 | Pałac w Strzybniku                                                         | wpis do rejestru zabytków          |                   |
| A/740/2020 z 30.12.2020 | Park przypałacowy                                                          | wpis do rejestru zabytków          |                   |

We wsi znajduje się stanowisko archeologiczne niewpisane do wojewódzkiego rejestru zabytków. Znaleziono tutaj ślad osadniczy datowany na X-XIII wiek.
Na terenie parku stoi pomnik przyrody (orzeczenie nr 236 wydane przez PWRN w Opolu z 10 czerwca1960 oraz Rozporządzenie Wojewody Śląskiego nr 3/2004 z 30 stycznia 2004) – buk zwyczajny odmiany czerwonolistnej.

## Ludzie związani ze Strzybnikiem
- Józef Gawlina